# Piper sellertianum
Piper sellertianum är en pepparväxtart som beskrevs av William Trelease. Piper sellertianum ingår i släktet Piper och familjen pepparväxter. Utöver nominatformen finns också underarten P. s. tenuiforme.